# 児ノ口社

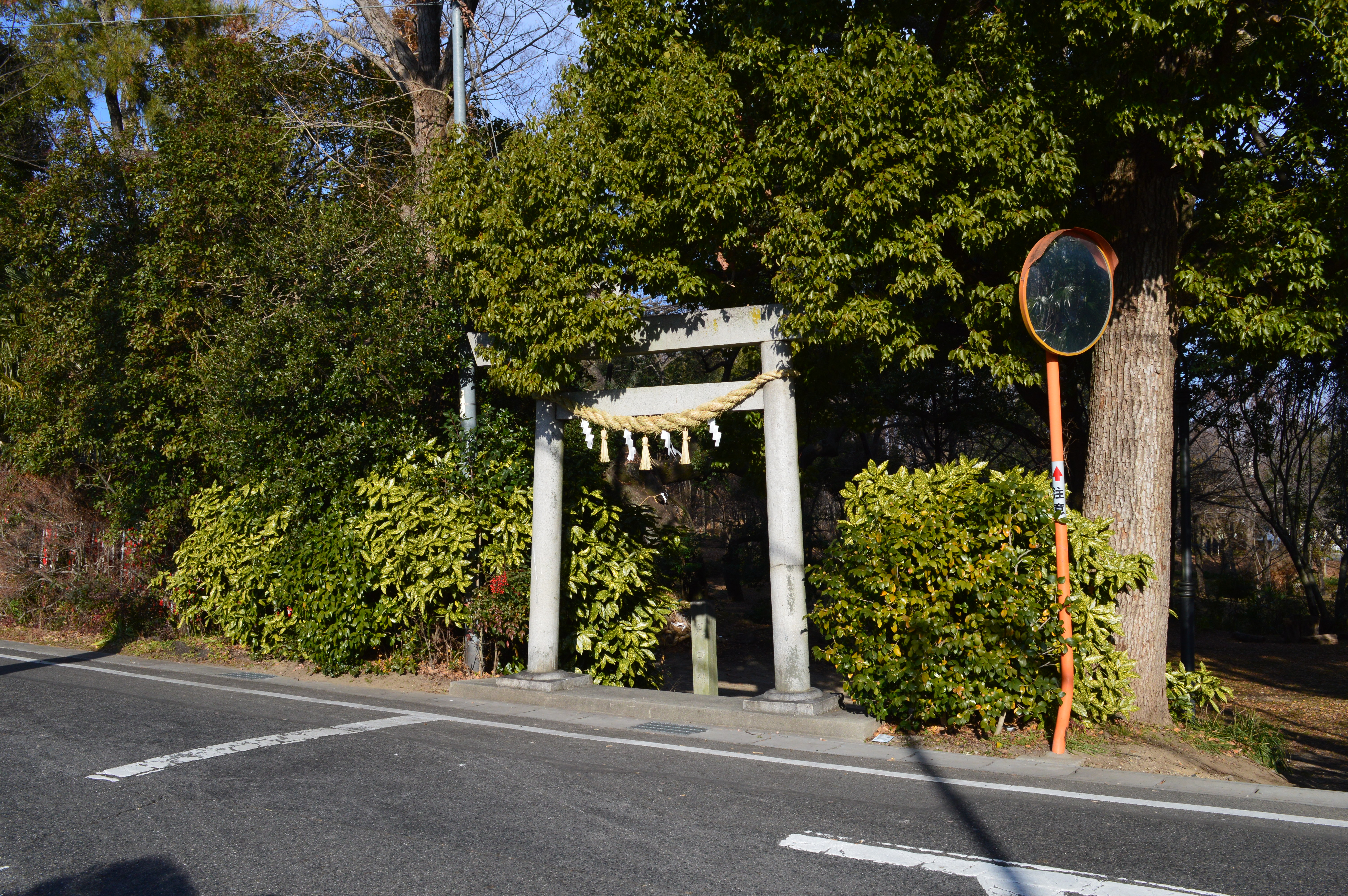
鳥居

児ノ口社（ちごのくちしゃ）は、愛知県豊田市にある神社。旧社格は無格社。
別の表記として「児ノ口神社」「児口神社」とも。

## 祭神
- 落別王 （おちわけのみこ）
第11代垂仁天皇皇子。文書によっては「祖別命」「於知別命」などとも記される。

祭神の落別王は、『古事記』に「小月之山君・三川之衣君の祖」と記載されているが、この「三川之衣君（みかわのころものきみ）」は三河国賀茂郡挙母郷（現・愛知県豊田市）を拠点とした豪族とされる。
関連して、『古事記』では同じく垂仁天皇皇子の大中津日子命の子孫として「許呂母之別（ころものわけ）」の記載も見える。

## 歴史
社伝では、この地に落別王の墓とされる前方後円墳があり、その上に祀ったという。ただし、宮内庁による公式の治定はされていない。
明治9年（1876年）3月据置公許となり、明治40年（1907年）に周辺の区画整理により現位置に移転した。現在の神社等級は15等級。

## 境内
神社は児ノ口公園内に鎮座しており、公園との境界は事実上ない。社殿として、拝殿の前に小さい本殿が立っている。
また境内には、当地に落別王の墓があったという伝承に基づき、「衣之君落別王命陵」の石碑が建てられている。そのほか、樹高25メートルのムクノキが豊田市の名木に指定されている。

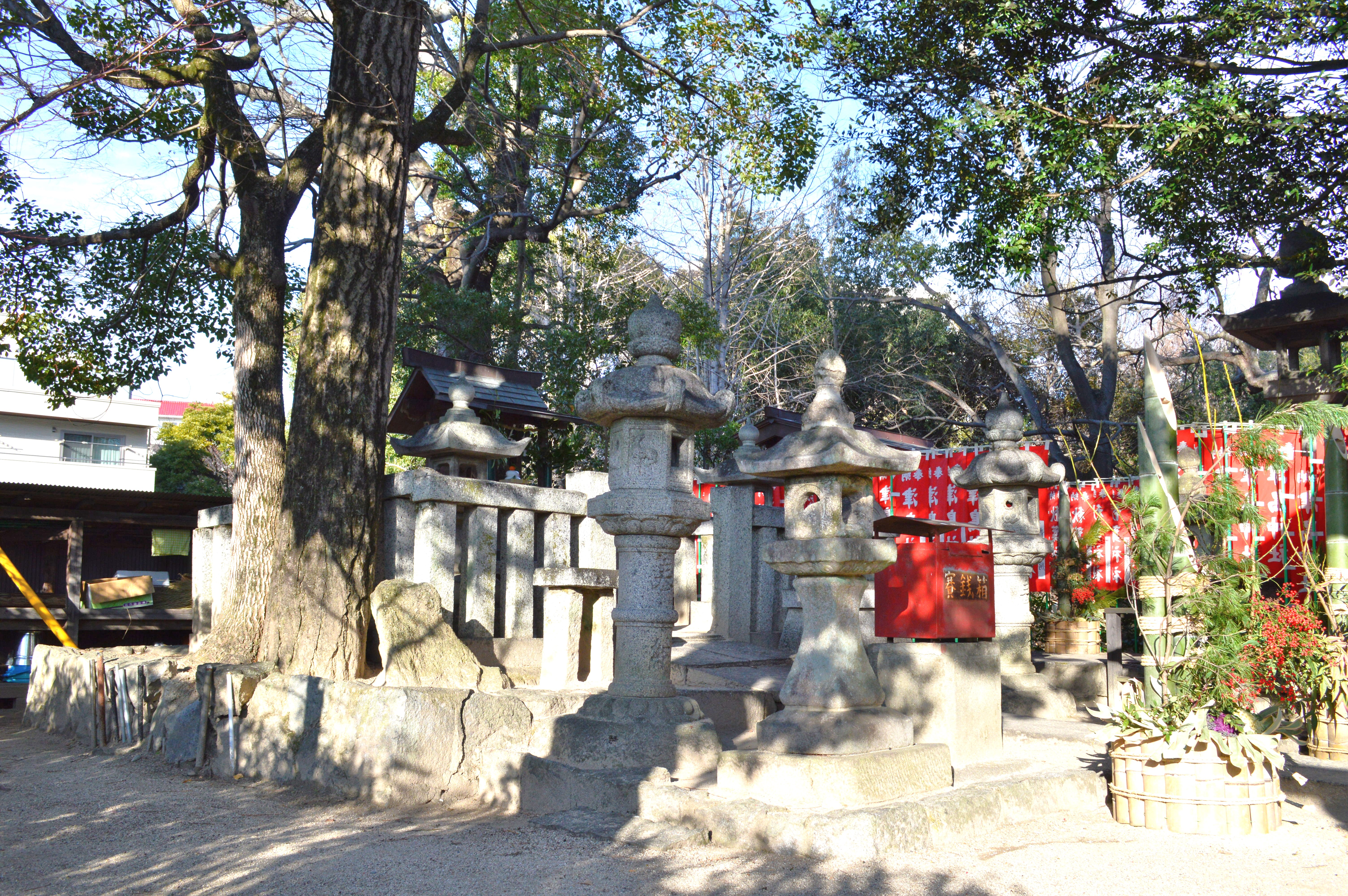
本殿
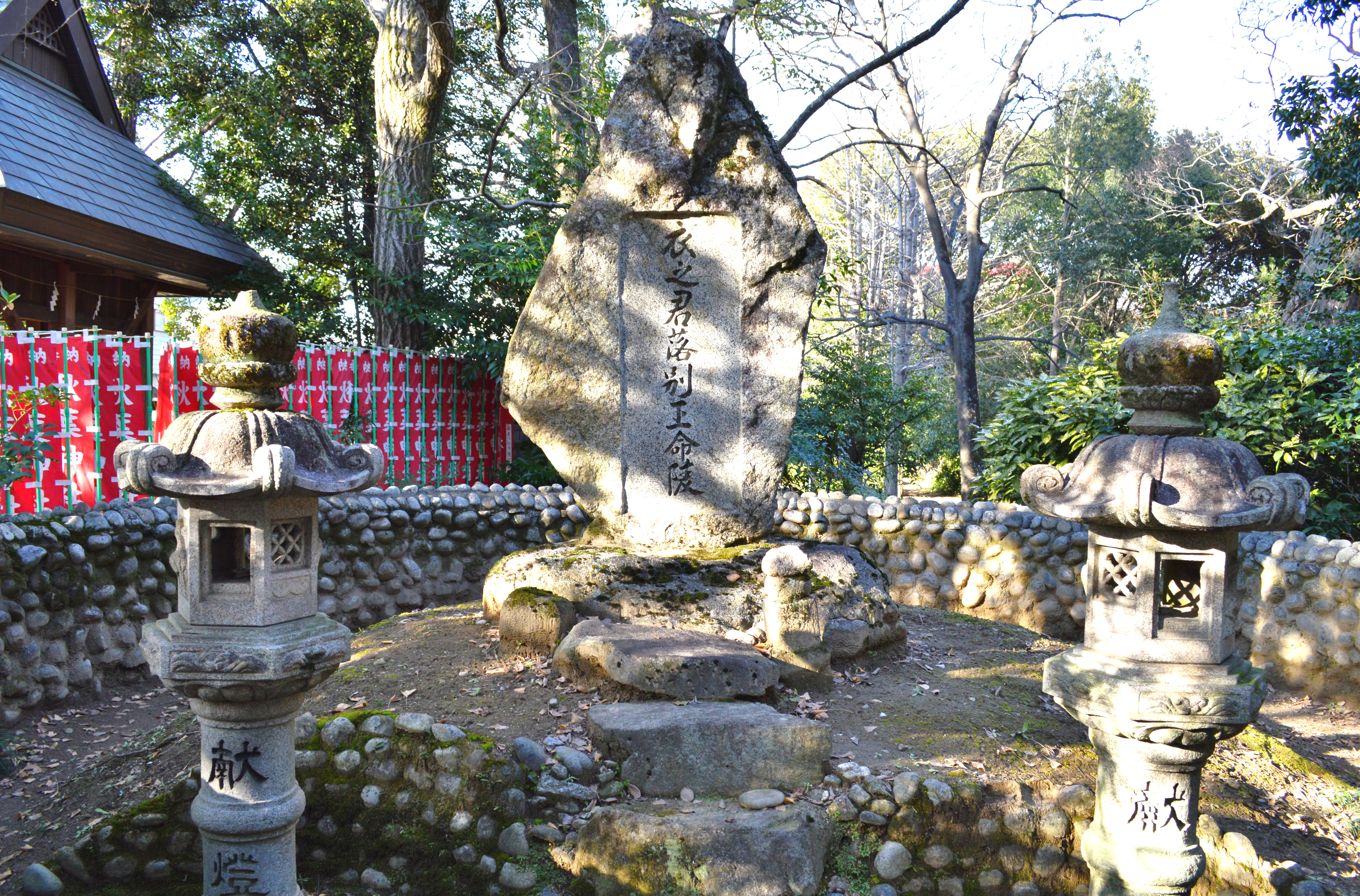
「衣之君落別王命陵」碑
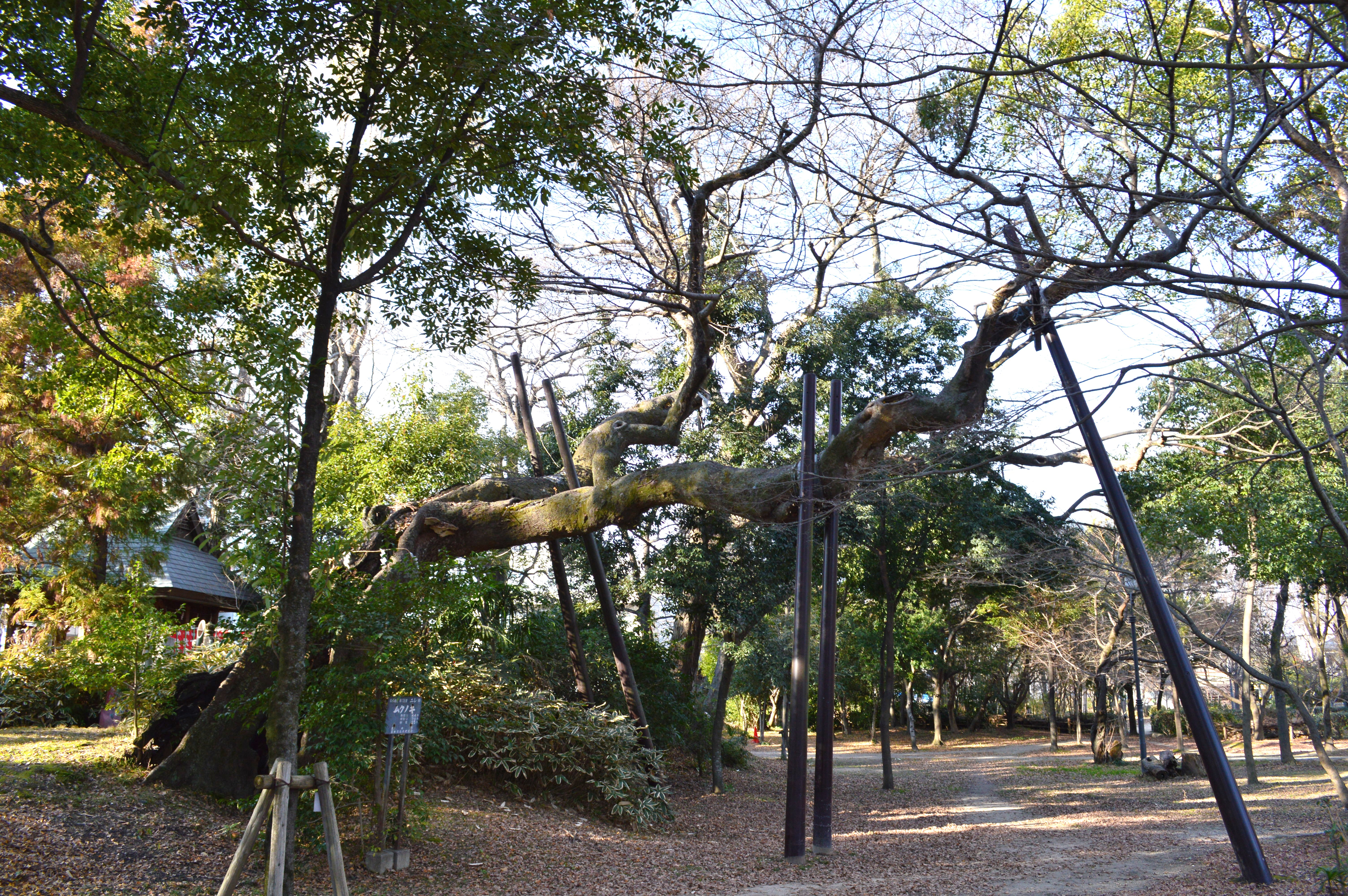
ムクノキ

## 摂末社
- 弁財天社
- 津島神社
- 秋葉神社

## 現地情報
所在地
- 愛知県豊田市久保町3丁目27-15

交通アクセス
- 名鉄三河線 豊田市駅 （徒歩約10分）
- 愛知環状鉄道線 新豊田駅 （徒歩約13分）

周辺
- 児ノ口公園